# Roberto Zanetti
Roberto Zanetti (Massa, Toscana, 28 de noviembre de 1956) es un cantante y productor musical italiano siendo conocido bajo el nombre de Savage. Es uno de los productores más exitosos, influyentes e importantes del synthpop de mediados de los años 80 y participó como autor y productor de un número importante de títulos a través de su sello discográfico DWA.

## Biografía
Inició su carrera musical como cantante/teclista en varios grupos como Fathima ei Pronipoti, Sangrià, Santarosa y Taxi. Con Santarosa logró el éxito con las canciones Souvenir y Piano piano, con las que entró en las listas de éxitos y participó en numerosos programas de televisión. Logró su primer éxito como solista en 1983 con la canción Don't Cry Tonight y obtuvo otro éxito al año siguiente con Only You, canción con la que se hizo muy famoso en todos los países europeos. En el grupo Taxi, conoció a Adelmo Fornaciari, alias Zucchero, con quien posteriormente emprendería varias colaboraciones.
Mientras tanto también se dedicó a la producción de otros cantantes: Rose con Magic Carillon, GANG con el popurrí Incantations/Foreign Affair, Kamillo con Buenas Noches y con Claudio Mingardi con Starman . En los años siguientes fundó su estudio de grabación personal Casablanca y su sello discográfico Dance World Attack, siguiendo la ola del nuevo fenómeno musical nacido en la segunda mitad de los años ochenta, la música house.
Entre las numerosas producciones, cabe destacar la versión italiana de un éxito de Kraze titulada The Party , cantada por Rubix y Pianonegro.
Entre los años ochenta y noventa escribió y produjo canciones para Ice Mc, cuyo primer gran éxito fue Easy, seguido de Cinema del disco homónimo. La canción Easy alcanza lo más alto de las listas de éxitos en toda Europa. A principios de los noventa produjo el primer gran éxito mundial de Double You, Please Don't Go, que ocupó el primer puesto en las listas de varios países excepto el Reino Unido y Estados Unidos.
Después de lanzar algunos sencillos menos exitosos bajo el seudónimo de Savage, como Goodbye , I'm Losing You , Celebrate y Love is death , decidió abandonar su carrera en solitario para dedicarse a la producción.

## Discografía

### Sencillos
- Don't Cry Tonight (1983)
- Only You/Turn Around (1984)
- Radio/A Love Again (1984)
- Radio/Reggae Radio (1984)
- A Love Again (Remix)/Fugitive (1984)
- Time (1985)
- Celebrate (1986)
- Love Is Death (1986)
- I'm Loosing You (1988)
- So Close (1988)
- I'm Losing You (remix) (1988)
- Don't Cry Tonight (remix) (1989)
- Good-Bye (1989)
- I Just Died In Your Arms (1989)
- Don't Leave Me (1990)
- Something/Strangelove (1993)
- Don't You Want Me (1994)
- Don't Cry Tonight/Only You (remixes) (1994)
- Twothousandnine (2009)
- I Love You (2020)
- Italodisco (2020)
- Where Is The Freedom (2020)

### Álbumes
- Tonight (1984)
- Maxi Singles (1987)
- Only You/Turn Around (1985)
- Greatest Hits (1989)
- More Greatest Hits and More (1990)
- More Greatest Hits and Remixes (1990)
- Don't Cry Greatest Hits (1994)
- Ten Years Ago (2010)
- Love and Rain (2020)